# Khanagaon (K.H.), Belgaum
Khanagaon (K.H.) là một làng thuộc tehsil Belgaum, huyện Belgaum, bang Karnataka, Ấn Độ.